# Colusión de precios en farmacias chilenas
En mayo de 2008 el Fiscal Nacional Económico Enrique Vergara Vial comenzó una investigación por una colusión de precios entre las mayores cadenas farmacéuticas chilenas, Farmacias Ahumada (FASA), Cruz Verde y Salcobrand, tras una denuncia de la Subsecretaría de Salud Pública.
Durante la investigación, a la que se acumularon otras denuncias, el equipo investigador (encabezado por Boris Santander C., Cristián Reyes C., Vanessa Facuse A., Laura Poggi R. y Paola Góngora S.) detectó alzas concertadas en los precios de a lo menos 222 medicamentos, preferentemente para tratar enfermedades crónicas. La Fiscalía Nacional Económica presentó un requerimiento contra las tres cadenas, que finalmente llevó a FASA, en marzo de 2009, a reconocer los hechos que se le imputaban, por lo que recibió una multa cercana al millón de dólares.
Al hacerse público el reconocimiento de FASA, hubo manifestaciones públicas en contra de las farmacias a lo largo del país, en las que incluso se llegó a lanzar piedras y vísceras a los locales.

## Antecedentes

### Fallo de 1995
Hasta 1992 Farmacias Ahumada (FASA) y Cruz Verde, que ya eran las mayores del país, se habían mantenido sin competir directamente, pues tenían territorios diferentes: Ahumada centraba sus locales en Santiago, mientras que Cruz Verde lo hacía en la Quinta Región. En aquel año FASA expandió su territorio hacia la Quinta Región, lo que fue respondido por Cruz Verde con la apertura de locales en Santiago, y bajando bruscamente los precios de sus medicamentos (hasta incluso bajo su costo), comenzando una guerra de precios a la que también se sumaron Farmacias Salco y Farmacias Brand (antes de fusionarse).
Las ganancias mermadas de las cadenas hicieron insostenible la situación, por lo que se asociaron "para aliviar la difícil situación económica por la que atravesaban a raíz de la competencia a la baja de los precios que mantuvieron durante el último trimestre de 1993", según el fallo de la Comisión Resolutiva Antimonopolios, precursora del Tribunal de Defensa de la Libre Competencia (TDLC), dictado en 1995 tras una investigación. Las farmacias implicadas, más Laboratorios Recalcine, fueron multadas por colusión, debiendo pagar FASA, Recalcine, Salco y Brand 2000 UTM cada una (unos 40 millones de pesos), mientras que Cruz Verde pagó la mitad, pues ésta confesó y luego ayudó en la investigación.

### Guerra de Precios de 2006
Durante 2006 y parte de 2007 las tres cadenas implicadas sostuvieron otra guerra de precios, que estuvo acompañada por un fuerte gasto publicitario. Tal estrategia provocó una fuerte caída en sus utilidades.
La guerra se centraba en productos farmacéuticos de la categoría «productos éticos» (los vendidos por medio de una receta médica). El motivo de esto es que la demanda de estos productos tiene baja elasticidad frente al precio (i.e. que las cantidades vendidas en el mercado no variarán mucho ante cambios en el precio, como ocurre con la insulina usada por los diabéticos) por lo que pueden hacer cambiar de preferencia a los consumidores entre una u otra cadena en virtud a su precio.
En agosto de 2007 Cruz Verde lanzó una campaña publicitaria que incluía una lista donde se comparaban los precios de 685 productos de alta rotación en su cadena y FASA, lo que trajo una fuerte caída en las ganancias de esta última. Cruz Verde fue demandada por FASA por competencia desleal, exigiéndole el fin de la campaña y US$15 millones como compensación. La justicia ordenó el retiro de la publicidad de la campaña. Según la confesión de FASA, la colusión habría comenzado aquel mismo mes.

### Denuncias

Precios en pesos chilenos del Folisanin (compuestos de ácido fólico) entre noviembre de 2006 y julio de 2008, y su costo para las farmacias. A comienzos de 2008, y tras una serie de bajas que llegaron incluso bajo el costo, los precios de las tres principales cadenas suben notoria y conjuntamente.

Las cadenas implicadas habían sido acusadas en los medios de comunicación varias veces de actuar como un cartel.
El 28 de mayo de 2008 el Ministerio de Salud denunció públicamente que había detectado un acuerdo entre algunas cadenas de farmacias, que no fueron identificadas, para subir de manera simultánea los precios de los medicamentos, sobre todo antes de los periodos de mayor consumo. Al día siguiente la asociación de laboratorios farmacéuticos indicó en un comunicado de prensa que sus precios se mantenían estables, y que las alzas eran decididas completamente por las farmacias.
El 30 de mayo de 2008 la Central Nacional de Abastecimiento, encargada de comprar medicamentos para la salud pública, entregó una lista de precios de medicamentos invernales, en la que se encontraban diferencias de hasta 1000% entre los precios a los que ésta vendía a los hospitales públicos, y los encontrados en las cadenas farmacéuticas. Aquel mismo día la subsecretaria de Salud Pública, Jeannette Vega, el director de la Cenabast, Mario Jerez, el director del Sernac, José Roa y el senador Guido Girardi presentaron los antecedentes ante la Fiscalía Nacional Económica (FNE), la que inició una investigación.
En junio de 2008 Guido Girardi, junto con el diputado Gabriel Silber formalizaron una denuncia contra las cadenas Cruz Verde, Salcobrand y Ahumada ante la FNE por considerar que éstas actuaban como cartel.
Ese mismo mes la Comisión de Salud de la Cámara de Diputados pidió a la FNE que se investigase también a los laboratorios farmacéuticos, para clarificar los precios a los que vendían los medicamentos a las distintas farmacias.

## Investigación
La FNE inició una investigación, y antes de la primera quincena de diciembre de 2008 estaba "convencida" de que las cadenas farmacéuticas se coludían para aumentar los precios de los medicamentos,
pues había recabado información que podía demostrar el alza concertada desde diciembre de 2007 de los precios de 222 medicamentos, que incluían algunos para el tratamiento de enfermedades crónicas como el Parkinson, la epilepsia, la diabetes, el asma y el reumatismo, además de anticonceptivos y antibióticos. Los precios que mantenían las farmacias, comparados con los de la Cenabast, suponían sobreprecios de hasta el 3000%.

## Proceso Judicial

### Requerimiento ante el TDLC

Participación de Farmacias Ahumadas, Salcobrand y Cruz Verde en el mercado farmacéutico chileno en 2007.

Finalmente, después de meses de investigación, la FNE presentó el 9 de diciembre de 2008 un requerimiento ante el TDLC contra FASA, Cruz Verde y Salcobrand, controladoras de más del 90% del mercado, por alza concertada de precios en 222 medicamentos, entre diciembre de 2007 y abril de 2008. En él se dejó establecido que:
- Se desarrolló una guerra de precios durante 2007 entre las cadenas involucradas, en medio de una campaña de posicionamiento en el mercado de Salcobrand, lo que bajó el margen de ganancia de todas las cadenas involucradas (puntos 2 al 6).[2]
- Las cadenas habían paulatinamente aumentado su cercanía, a través del reclutamiento cruzado de ejecutivos, la posesión cruzada de acciones, y asociaciones comerciales, como la alianza estratégica entre Salcobrand y la central de compras de Cruz Verde, para que la surtiera de medicamentos genéricos (puntos 7 y 8).[2]
- Que las cadenas finalmente pactaron la paz, y se coordinaron para alzar los precios de los medicamentos que vendían, utilizando para tal efecto el apoyo de algunos laboratorios (puntos 9 al 17).[2]
- Que las alzas detectadas eran prácticamente simultáneas y los precios finales uniformes (en el 79% del total de las alzas registradas, el precio se igualaba dentro del primer día), (punto 25).[2]
- Que la colusión le significó a Cruz Verde un beneficio económico de $13.107 millones (US$20,2 millones), a FASA de $7.616 millones (US$11,7 millones) y a Salcobrand de $6.539 millones (US$10,1 millones) (punto 103).[2][27]

También solicitó una multa de 20.000 UTM (unos 13 millones de dólares) para cada una, y se dejó abierta la puerta a demandas posteriores con una reserva de acciones en caso de que apareciesen otras infracciones o actores involucrados, pues había evidencias de la participación de laboratorios farmacéuticos en el ilícito, al menos sirviendo de mensajeros entre las cadenas, informado de las fechas de las alzas.
El equipo legal de la FNE estuvo encabezado por el Fiscal Nacional Económico Enrique Vergara Vial y los abogados Cristián Reyes C. y Vanessa Facuse A.
Tanto Salcobrand como Cruz Verde presentaron contestaciones al requerimiento de la FNE ante el TDLC. Cruz Verde también presentó un Recurso de Inaplicabilidad, que fue encontrado inadmisible por el Tribunal Constitucional.

### Acuerdo Conciliatorio entre FASA y la FNE
FASA se acercó a la FNE, después de presentado el Requerimiento, y entregó información para corroborar algunos de los hechos de los que se le acusaba. Después, ambas partes llegaron a un Acuerdo Conciliatorio, que fue ratificado ante el TDLC por medio de una Audiencia de Conciliación. El texto del acuerdo FASA corroboró que:
1. Que había mantenido una guerra de precios con su competencia de casi tres años, en la que llegó a vender productos por menos que su costo.[3]
2. Que recibieron en noviembre de 2007 la sugerencia de parte de algunos laboratorios de concertarse para subir sus precios con su competencia.[3]
3. Que recibió y elaboró información para comunicar las alzas de precios a su competencia.[3]
4. Que los medicamentos involucrados llegaban a tener precios casi idénticos en las tres cadenas.[3]
5. Que reconocían haberse coludido entre noviembre de 2007 y marzo de 2008.[3]

FASA al reconocer la colusión se comprometió a generar un código interno que castigase cualquier práctica contraria a la libre competencia, y que prohibiera a sus ejecutivos tener alguna propiedad en las otras cadenas implicadas. También se comprometió a pagar al Fisco un aporte de 1350 UTA para beneficio social, equivalente a un millón de dólares, que fue cambiado después por una multa de igual valor. Durante las audiencias Salcobrand y Cruz Verde desconocieron los hechos confesados por FASA, y negaron sumarse al acuerdo conciliatorio. Como parte del acuerdo la FNE renunció y dejó sin efecto sus peticiones en contra de FASA, mientras que el proceso continuó para las otras dos cadenas.
Salcobrand descartó hacer reclamos posteriores al Acuerdo Conciliatorio, mientras que Cruz Verde solicitó inhabilitar a los ministros del TDLC, lo que fue rechazado. También intentó un segundo Recurso de Inaplicabilidad ante el Tribunal Constitucional, que también fue encontrado inadmisible.
Ni la negociación ni la suscripción del acuerdo conciliatorio fueron informados al directorio de FASA por su presidente, José Codner, por lo que la Superintendencia de Valores y Seguros (SVS) consideró que se excedió en sus atribuciones y formuló, a principios de julio de 2009, cargos en su contra por faltas graves a la Ley de Sociedades Anónimas. También en esa oportunidad se presentaron cargos contra el directorio, por no haber solicitado información sobre el caso al presidente, pese a que la acusación de colusión era de conocimiento público.

### Acciones legales independientes
La CONFUSAM, junto a un grupo de parlamentarios encabezados por Guido Girardi y acompañados por el presidente del Colegio Médico, presentaron el lunes 30 de marzo de 2009 la primera querella criminal contra quienes resulten responsables de la colusión de precios en las farmacias,
específicamente por asociación ilícita y adulteración fraudulenta de precios de mercadería de primera necesidad.
También se presentaron querellas en contra de las farmacias en Puerto Montt y Valparaíso, y el Colegio Médico anunció la presentación de otra.
Ante el número creciente de querellas, se solicitó que se asignara un Fiscal Exclusivo, cosa que fue descartada por el Fiscal Nacional, pues el problema es más jurídico que de investigación.
El 27 de marzo de 2009 la corporación "Chilenos en Acción" presentó una demanda colectiva contra las farmacias implicadas, mientras que anunciaron otras la Asociación Defensor Ciudadano de Aysén. y Problemas.cl.

## Causas paralelas
Además de la investigación por colusión, Cruz Verde, Salcobrand y FASA se vieron involucradas al mismo tiempo en otras investigaciones, en las que incluso se clausuraron locales por razones sanitarias.

### Asociación con Isapres
Un estudio del Comité Pro-Defensa Ciudadana reveló en marzo de 2009 que la cadena Salcobrand tendría información personal de los clientes de las Isapres Cruz Blanca y Consalud, que manejan el 44% de los cotizantes del sector privado. La información correspondería a los excedentes de los planes de salud de los afiliados, que pueden ser usados para comprar medicamentos. El 6 de abril de 2009 se presentó una denuncia ante la Superintendencia de Salud, una querella por violación al derecho a la privacidad, y luego un recurso de protección.
En mayo de 2009, una abogada se querelló "contra quienes resulten responsables" por "violación del secreto profesional", después de percatarse de que las enfermedades que sufría estaban registradas en los computadores de Cruz Verde, aunque ella mantenía en reserva los males que la aquejaban. Una fiscalización de la Superintendencia de Salud comprobó que al menos las isapres Banmédica y Vida Tres entregaban información confidencial de los diagnósticos de sus afiliados, estando también implicada la farmacia Salcobrand. Las isapres contestaron públicamente que la información entregada correspondía a la requerida por el programa AUGE, versión desmentida por la Superintendencia, que informó que las multas a las que se arriesgaban las isapres llegaban a los 80 millones de pesos.

### Dirección de compra
El 28 de marzo de 2009 el Instituto de Salud Pública informó que aplicaría a Cruz Verde, Salcobrand y FASA una multa de 1000 UTM a cada una por otorgar incentivos a sus empleados para que estos dirijan la compra de sus clientes a medicamentos de mayor valor distintos a los recetados, e inducir al uso irracional de medicamentos.
Los vendedores tendrían un sueldo base de $26 000 (unos US$44) y el resto de su sueldo vendría de las comisiones de fármacos distintos a los recetados.
Como parte de la solución al problema, el gobierno presentó la idea de exigir a las farmacias que 250 medicamentos genéricos estén disponibles en estantes al alcance de los clientes, para ser vendidos sin intervención de los vendedores de las farmacias, el que quedó en estudio.

### Prácticas antisindicales
Farmacias Ahumada fue sancionada por prácticas antisindicales en noviembre de 2008, por despidos ilegales de trabajadores asociados a su sindicato.
La sanción incluye su exclusión por dos años del listado de empresas proveedoras del Estado, y una multa de 75 UTM (unos 2,8 millones de pesos).

## Reacciones
Al hacerse público el reconocimiento de FASA hubo manifestaciones públicas y funas en contra de las cadenas, en las que se llegó a lanzar piedras y vísceras a los locales. El Ministro del Interior indicó que la molestia tiene un límite, y ese límite es la violencia.
Una vez conocido el Acuerdo Conciliatorio entre FASA y la FNE, el presidente de la CONFUSAM calificó el fallo como un insulto a la conciencia nacional, pues los culpables quedaron sin penas de cárcel, y sólo pagaron una "multa irrisoria".

### Implicaciones políticas
Hubo revuelo al saberse que Sebastián Piñera, candidato a la presidencia por la coalición opositora Alianza por Chile, era accionista de Farmacias Ahumada, recibiendo críticas de parte del oficialismo.
Éste declaró sobre las acciones que "no sabía que las tenía", y que cuando tuviera la oportunidad cortaría "toda relación con la empresa", cosa que hizo días después, al vender su parte de la empresa en 1.400 millones de pesos (unos 2,4 millones de dólares). También fue cuestionado por su relación personal con Sergio Purcell, gerente general de FASA en el periodo en que se realizó el ilícito, quien fue alumno suyo en la Universidad Católica, y que después tuvo cargos gerenciales en Adelco, Bancard, Puma Chile, Lan Chile y Lan Perú, todas empresas del grupo económico de Piñera.
La presidenta Michelle Bachelet habló del caso en su cuenta anual, el 21 de mayo de 2009. Recalcó en su discurso que "cuesta imaginar que la codicia de esos ejecutivos los lleve a ese extremo, ponerse de acuerdo para subir los precios de los remedios sin pensar ni un minuto en la salud de las personas. Mi indignación, estoy segura, es la misma que la de todos los chilenos". Informó que se había enviado un proyecto de ley al parlamento para penar con cárcel los delitos de colusión de precios, y que estaban haciendo las gestiones para que las farmacias estuvieran obligadas a mantener un stock de 250 medicamentos genéricos de venta sin receta médica en estantes al alcance de los clientes, y publicar una lista con sus precios.

### Boicoteo
Casi desde el momento en que se supo del caso se hicieron llamados a boicotear las farmacias.
Hubo un llamado masivo, a través de correos electrónicos y redes sociales, para que el Día Mundial de la Salud (7 de abril) la gente no comprara en ninguna de las farmacias de las cadenas implicadas.
Según declaró el presidente de la Organización de Consumidores y Usuarios de Chile, la forma más adecuada de demostrar su malestar es no comprar este martes en las cadenas farmacéutica y de esa forma el público ejercerá su poder como consumidor. La medida tuvo poco impacto en las ventas de aquel día, aunque las ventas de las farmacias independientes tuvieron un alza sostenida desde el comienzo del escándalo. También se generaron mapas electrónicos con la localización de farmacias independientes a lo largo del país, para apoyar el boicot.

### Compensación
El 16 de abril de 2009 FASA anunció un plan de compensación, a través de descuentos y reembolsos por los precios pagados de más a los clientes que hayan comprado alguno de los 222 medicamentos involucrados, entre diciembre de 2007 y marzo de 2008. El plan comenzaría el 20 de abril, y continuaría hasta devolver 2500 millones de pesos, unos 4,4 millones de dólares.
Según el presidente de la Organización de Consumidores y Usuarios de Chile (ODECU), la cantidad ofrecida es miserable, tomando en cuenta las ganancias que tuvo la empresa debidas a los sobreprecios fueron cercanas a los 15 millones de dólares.
Tras iniciarse el periodo de compensaciones, Cruz verde comenzó una campaña publicitaria en respuesta, ofreciendo precios rebajados.
A inicios de agosto de 2025 -17 años después de la colusión de las farmacias- el Servicio Nacional del Consumidor anuncia cómo será la compensación de Farmacias Ahumada, haciendo un pago mediante vale vista bancario o abono en las próximas compras.

### Farmacias populares
En octubre de 2015, la Municipalidad de Recoleta abrió la primera farmacia popular del país, aludiendo a los altos precios de los medicamentos ofrecidos en las farmacias privadas. La idea fue replicada en otros municipios a lo largo de todo Chile, aunque la venta está restringida sólo para los residentes de cada comuna y que se encuentren inscritos en el sistema de salud público.

## Condena
En enero de 2012, el Tribunal de Defensa de la Libre Competencia (TDLC) condenó a Farmacias Cruz Verde y Salcobrand, reconociendo la colusión de ambas farmacias y multándolas a cada una con el máximo permitido por la ley vigente, a una suma que asciende a 20 mil UTA (aproximadamente 19 millones de dólares).